# Розалия Ликова
Розалия Ликова е литературен критик, историк, теоретик и университетски преподавател.

## Биография
Родена е на 14 октомври 1922 г. в Луковит. През 1945 г. завършва право, а през 1949 г. славянска филология в Софийския университет. През 1960 г. защитава дисертация на тема „Сатирата в българската литература през 30-те години“.
От 1949 г. е асистент, от 1963 г. – доцент, а от 1967 г. – професор по съвременна българска литература в Софийския университет. През 1968 – 1969 г. специализира във Варшава, а през 1976 г. в Брюксел. Чете лекции в Москва, Солун и Минск.
Заради статия свързана с творчеството на Георги Марков от 1972 г. е отстранена от университета за три години и е изключена за повече от 10 години от Съюза на българските писатели. От 1992 до 2002 г. преподава в Шуменския университет.
Умира на 8 април 2010 г. в София.

## Творчество
Розалия Ликова е автор на многобройни публикации в периодични издания, предговори към книги с художествена литература, съставител на сборници и антологии.
- „За някои особености на българската поезия. 1923 – 1944“ (1962)
- „Българската белетристика между двете войни“ (1965)
- „Съвременни автори и проблеми“ (1968)
- „Писатели и време“ (1968)
- „Естетически прелом в поезията на двадесетте години“ (1978)
- „Разказвачът в съвременната българска белетристика“ (1978)
- „Поети на двадесетте години“ (1979)
- „Литература и художествени търсения“ (1982)
- „Проблеми на европейския символизъм“ (1984)
- „Проблеми на българския символизъм“ (1985)
- „Портрети на български символисти“ (1987)
- „Художествени насоки на българския символизъм“ (1988)
- „Поети на 40-те години“ (1994)
- „Поезия на седемдесетте и осемдесетте години“ (1994)
- „Валери Петров“ (1994)
- „Литературен живот между двете войни“ (Т. 1., 1995; Т. 2., 1996)
- „Поезия на 50-те и 60-те години“ (1998)
- „Литературни търсения през 90-те години. Проблеми на постмодернизма“ (2001)
- „Разпръснати спомени“ (2004)